# Прохорович, Геннадий Петрович
Геннадий Петрович Прохорович (род. 8 июня 1939, Черниговка, Приморский край, СССР) — советский футболист, вратарь.

## Карьера

### Игровая
Воспитанник владивостокского футбола. Первый тренер — Григорий Степанович Блинов. В 1961 году пополнил ряды хабаровского СКА. В 1965 году защищал цвета новомосковского «Химика». В 1966 году перешёл во владивостокский «Луч». В 1967 году вернулся в Хабаровск, где завершил карьеру в 1970 году.

### Тренерская
В 1971 году был входил в тренерский штаб футбольного СКА из Хабаровска. В 1986—1990 годах — начальник команды по хоккею с мячом хабаровского СКА.